# Crni Kao (Ražanj)
Pour les articles homonymes, voir Crni Kao.
Crni Kao (en serbe cyrillique : Црни Као) est un village de Serbie situé dans la municipalité de Ražanj, district de Nišava. Au recensement de 2011, il comptait 382 habitants.

## Démographie
| 1948 | 1953 | 1961 | 1971 | 1981 | 1991 | 2002 | 2011 | 2022 |
| ---- | ---- | ---- | ---- | ---- | ---- | ---- | ---- | ---- |
| 829  | 822  | 754  | 765  | 724  | 619  | 504  | 382  | 287  |

|  |